# Vývoj světového rekordu v běhu na 10 000 metrů

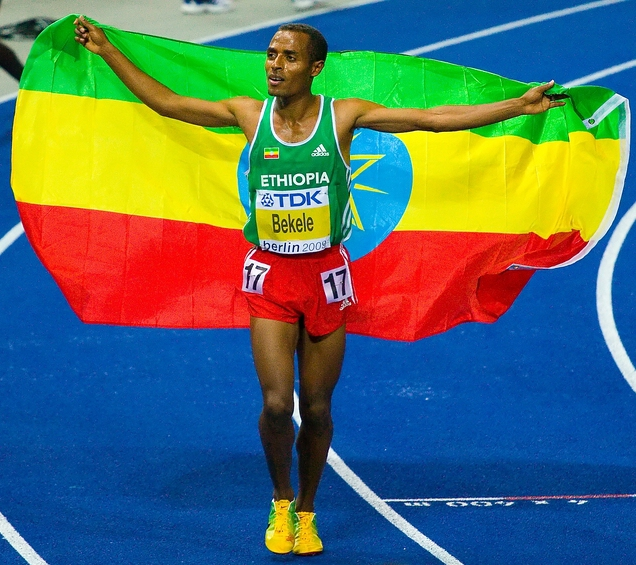
Bývalý držitel světového rekordu v běhu na 10 000 metrů Kenenisa Bekele oslavuje své vítězství na Mistrovství světa v běhu na 10 000 metrů v roce 2009

Mezi současné držitele světového rekordu v běhu na 10 000 metrů patří za muže Joshua Cheptegei z Ugandy s časem 26:11 s a za ženy Letesenbet Gideyová z Etiopie s časem 29:01,03 s. 
První světový rekord v běhu na 10 000 metrů mužů uznala Mezinárodní asociace atletických federací (IAAF) roku 1912, kdy zpětně schválila výkon Jeana Bouina, který 13. listopadu 1911 v Paříži zaběhl čas 30:58,8 s. Ke dni 7. října 2020 IAAf dosud schválila 38 mužských světových rekordů v běhu na 10 000 metrů.
První světový rekord v běhu na 10 000 metrů žen uznala Mezinárodní asociace atletických federací (IAAF) roku 1981, kdy 19. října v Moskvě Jelena Sipatovová ze Sovětského svazu uběhla tuto distanci za 32:17,20 s. Ke dni 8. června 2021 bylo dosud uznáno 11 světových v běhu na 10 000 metrů žen. Předtím něž IAAF zavedla běh na 10 000 metrů na Mistrovství světa a olympijské hry i mezi ženy, tak byl jako ženský běžecký závod na dlouhé tratě uznáván pouze běh na 3000 metrů, avšak i přesto se běžkyně někdy podobných závodů účastnily.

## Muži

### Před vznikem IAAF
| Výkon      | Atlet                  | Datum      | Místo                                |
| ---------- | ---------------------- | ---------- | ------------------------------------ |
| 32:35.0[a] | William Howitt (GBR)   | 1847-04-05 | Londýn (Peckham), Spojené království |
| 32:09.0[b] | Walter George (GBR)    | 1882-03-25 | Londýn, Spojené království           |
| 31:53.4[b] | Walter George (GBR)    | 1884-04-07 | Londýn, Spojené království           |
| 31:40.0[b] | Walter George (GBR)    | 1884-07-28 | Londýn, Spojené království           |
| 31:23.1    | William Cummings (GBR) | 1885-09-28 | Londýn, Spojené království           |
| 31:02.4    | Alfred Shrubb (GBR)    | 1904-11-05 | Glasgow, Spojené království          |

- a Tento čas byl změřen na trati o celkové délce 10 186 metrů, a tudíž je výsledný čas v poměru k 10 000m trati zkreslený.[4]
- b Tento čas byl změřen na trati, jejíž délka činila šest a čtvrt míle (10,06 km), a tudíž je výsledný čas v poměru k 10 000m trati zkreslený.[4]

### Období IAAF
| Výkon    | Výkon    | Atlet                    | Datum              | Místo                          |
| Uznán    | Auto     | Atlet                    | Datum              | Místo                          |
| -------- | -------- | ------------------------ | ------------------ | ------------------------------ |
| 30:58.8  |          | Jean Bouin (FRA)         | November 16, 1911  | Paříž, Francie                 |
| 30:40.2  |          | Paavo Nurmi (FIN)        | June 22, 1921      | Stockholm, Švédsko             |
| 30:35.4  |          | Ville Ritola (FIN)       | May 25, 1924       | Helsinki, Finsko               |
| 30:23.2  |          | Ville Ritola (FIN)       | July 6, 1924       | Paříž, Francie                 |
| 30:06.2  |          | Paavo Nurmi (FIN)        | August 31, 1924    | Kuopio, Finsko                 |
| 30:05.6  |          | Ilmari Salminen (FIN)    | July 18, 1937      | Kouvola, Finsko                |
| 30:02.0  |          | Taisto Mäki (FIN)        | September 29, 1938 | Tampere, Finsko                |
| 29:52.6  |          | Taisto Mäki (FIN)        | September 17, 1939 | Helsinki, Finsko               |
| 29:35.4  |          | Viljo Heino (FIN)        | August 25, 1944    | Helsinki, Finsko               |
| 29:28.2  |          | Emil Zátopek (CZE)       | June 11, 1949      | Ostrava, Česko                 |
| 29:27.2  |          | Viljo Heino (FIN)        | September 1, 1949  | Kouvola, Finsko                |
| 29:21.2  |          | Emil Zátopek (CZE)       | October 22, 1949   | Ostrava, Česko                 |
| 29:02.6  |          | Emil Zátopek (CZE)       | August 4, 1950     | Turku, Finsko                  |
| 29:01.6  |          | Emil Zátopek (CZE)       | November 1, 1953   | Stará Boleslav, Československo |
| 28:54.2  |          | Emil Zátopek (CZE)       | June 1, 1954       | Brusel, Belgie                 |
| 28:42.8  |          | Sándor Iharos (HUN)      | July 15, 1956      | Budapešť, Maďarsko             |
| 28:30.4  |          | Volodymyr Kuc (URS)      | September 11, 1956 | Moskva, Sovětský svaz          |
| 28:18.8  |          | Pjotr Bolotnikov (URS)   | October 15, 1960   | Kyjev, Sovětský svaz           |
| 28:18.2  |          | Pjotr Bolotnikov (URS)   | August 11, 1962    | Moskva, Sovětský svaz          |
| 28:15.6  |          | Ron Clarke (AUS)         | December 18, 1963  | Melbourne, Austrálie           |
| 27:39.4  | 27:39.89 | Ron Clarke (AUS)         | July 14, 1965      | Oslo, Norsko                   |
| 27:38.4  | 27:38.35 | Lasse Virén (FIN)        | September 3, 1972  | Mnichov, Německo               |
| 27:30.8  | 27:30.80 | David Bedford (GBR)      | July 13, 1973      | Londýn, Spojené království     |
| 27:30.5  | 27:30.47 | Samson Kimobwa (KEN)     | June 30, 1977      | Helsinki, Finsko               |
| 27:22.4  | 27:22.47 | Henry Rono (KEN)         | June 11, 1978      | Vídeň, Rakousko                |
| 27:13.81 |          | Fernando Mamede (POR)    | July 2, 1984       | Stockholm, Švédsko             |
| 27:08.23 |          | Arturo Barrios (MEX)     | August 18, 1989    | Berlín, Německo                |
| 27:07.91 |          | Richard Chelimo (KEN)    | July 5, 1993       | Stockholm, Švédsko             |
| 26:58.38 |          | Yobes Ondieki (KEN)      | July 10, 1993      | Oslo, Norsko                   |
| 26:52.23 |          | William Sigei (KEN)      | July 22, 1994      | Oslo, Norsko                   |
| 26:43.53 |          | Haile Gebrselassie (ETH) | June 5, 1995       | Hengelo, Nizozemsko            |
| 26:38.08 |          | Salah Hissou (MAR)       | August 23, 1996    | Brusel, Belgie                 |
| 26:31.32 |          | Haile Gebrselassie (ETH) | July 4, 1997       | Oslo, Norsko                   |
| 26:27.85 |          | Paul Tergat (KEN)        | August 22, 1997    | Brusel, Belgie                 |
| 26:22.75 |          | Haile Gebrselassie (ETH) | June 1, 1998       | Hengelo, Nizozemsko            |
| 26:20.31 |          | Kenenisa Bekele (ETH)    | June 8, 2004       | Ostrava, Česko                 |
| 26:17.53 |          | Kenenisa Bekele (ETH)    | August 26, 2005    | Brusel, Belgie                 |
| 26:11.00 |          | Joshua Cheptegei (UGA)   | October 7, 2020    | Valencie, Španělsko            |

Sloupek s označením "Uznán" udává oficiální čas světového rekordu, kdežto sloupek s označením "Auto" udává čas, který byl naměřen jiným, již plně automatickým způsobem měření (např. elektronicky). Avšak IAAF dříve uznávala pouze takové výsledky, které byly získány ručním měřením, a tyto výsledky byly následně zaokrouhlovány na první desetinné číslo.
K automatickému způsobu měření času se zaokrouhlením na druhé desetinné číslo IAAF přistoupila až od roku 1981 a tímto způsobem měří tratě do 10 000 metrů. Avšak i poté, co byl zaveden tento nový způsob zápisu výsledků, nebyl upraven stávající světový rekord 29:22,4 sec Henryho Ronoa z roku 1978, a to i přesto že byla známa jeho hodnota na druhé desetinné číslo (27:22,47 sec). V tomto rozhodnutí IAAF nejednala ve všech disciplínách stejně, neboť v běhu na 1500 metrů byl upraven světový rekord Steva Ovetta z 3:31,4 na 3:31,36.

## Ženy

### Před vznikem IAAF
| Výkon    | Atletka                   | Datum      | Místo                    |
| -------- | ------------------------- | ---------- | ------------------------ |
| 39:25.0  | Gertrud Schmidt (GER)     | 1966       | ?                        |
| 39:10.0  | Hannelore Middeke (GER)   | 1966       | ?                        |
| 38:06.4  | Ann O'Brien (IRL)         | 1967-03-26 | Gormanston, Irsko        |
| 35:30.5  | Paola Pigniová (ITA)      | 1970-05-09 | Milán, Itálie            |
| 34:51.0  | Kathy Gibbons (USA)       | 1971-06-12 | Phoenix, USA             |
| 35:00.4  | Julie Brown (USA)         | 1975-03-29 | Los Angeles, USA         |
| 34:01.4  | Christa Vahlensieck (FRG) | 1975-08-20 | Wolfsburg, Německo       |
| 33:34.17 | Loa Olafsson (DEN)        | 1977-03-19 | Kodaň (Hvidovre), Dánsko |
| 33:15.09 | Peg Neppel (USA)          | 1977-06-09 | Los Angeles, USA         |
| 32:43.2  | Natalia Mărăşescu (ROM)   | 1978-01-22 | Băile Felix, Rumunsko    |
| 31:45.4  | Loa Olafsson (DEN)        | 1978-04-06 | Kodaň, Dánsko            |
| 32:30.80 | Olga Krentserová (URS)    | 1981-08-07 | Moskva, Sovětský svaz    |

### Období IAAF
| Výkon    | Atletka                     | Datum      | Místo                    |
| -------- | --------------------------- | ---------- | ------------------------ |
| 32:17.20 | Jelena Sipatovová (URS)     | 1981-10-19 | Moskva, Sovětský svaz    |
| 31:35.3  | Mary Deckerová (USA)        | 1982-07-16 | Eugene, USA              |
| 31:35.01 | Lyudmila Baranova (URS)     | 1983-05-29 | Krasnodar, Sovětský svaz |
| 31:27.58 | Raisa Sadreydinova (URS)    | 1983-09-07 | Oděsa, Sovětský svaz     |
| 31:13.78 | Olga Bondarenková (URS)     | 1984-06-24 | Kyjev, Sovětský svaz     |
| 30:59.42 | Ingrid Kristiansenová (NOR) | 1985-07-27 | Oslo, Norsko             |
| 30:13.74 | Ingrid Kristiansenová (NOR) | 1986-07-05 | Oslo, Norsko             |
| 29:31.78 | Wang Ťün-sia (CHN)          | 1993-09-08 | Peking, Čína             |
| 29:17.45 | Almaz Ayanaová (ETH)        | 2016-08-12 | Rio de Janeiro, Brazílie |
| 29:06.82 | Sifan Hassanová (NED)       | 2021-06-06 | Hengelo, Nizozemsko      |
| 29:01.03 | Letesenbet Gideyová (ETH)   | 2021-06-08 | Hengelo, Nizozemsko      |